# Srikaton (Ngantru)
Srikaton is een bestuurslaag in het regentschap Tulungagung van de provincie Oost-Java, Indonesië. Srikaton telt 4829 inwoners (volkstelling 2010).